# Hydrocyphon wakaharai
Hydrocyphon wakaharai es una especie de coleóptero de la familia Scirtidae.

## Distribución geográfica
Habita en Laos.